# Cecil Reddie
Cecil Reddie (Londra, 10 ottobre 1858 – maggio 1932) è stato un pedagogista inglese.
Occupa un posto notevole nel quadro del rinnovamento pedagogico europeo che va sotto il nome di movimento delle Scuole Nuove.
Studiò in Germania, a Gottinga, dove conobbe e approfondì le dottrine herbertiane che ponevano al centro dell'apprendimento il fattore interesse.
Ispirandosi a questo principio egli fondò, nella contea del Derbyshire, ad Abbotsholme, un istituto educativo, cui diede il nome di New School (Scuola Nuova).
In questo istituto, a carattere di convitto, la maggior parte della giornata era dedicata ad occupazioni varie, di lavoro, artistiche, ricreative, mentre durante le ore del mattino si svolgevano le normali attività scolastiche, ma con metodi che, riallacciandosi all'esigenza di soddisfare interessi autentici, tenevano conto sia delle motivazioni allo studio, sia delle forme più spontanee di apprendimento.
Particolare cura era altresì riservata all'educazione fisica ed alle forme di vita sociale sia all'interno della scuola sia nei rapporti tra la scuola e l'ambiente esterno.